# Kiszsidány
Kiszsidány (deutsch Roggendorf, kroatisch Lukindrof; bis 1946 Németzsidány) ist eine Gemeinde im Kreis Kőszeg im Komitat Vas im Westen Ungarns.

## Geographische Lage
Die Gemeinde befindet sich ungefähr sieben Kilometer nordöstlich von Kőszeg, gut 20 Kilometer nördlich von Szombathely sowie drei Kilometer südlich der Grenze zu Österreich. Nachbargemeinden sind Horvátzsidány, Peresznye und Csepreg.

## Geschichte
Das Dorf wurde nach 1236 gegründet und soll seinen Namen (Roggendorf) von einer untergegangenen Vorgängersiedlung namens Rokfia erhalten haben. Der Ort war eine deutsche Sprachinsel in einem seit dem 16. Jahrhundert mehrheitlich von Kroaten besiedelten Teil Ungarns. 1946 wurde das Dorf von Németzsidány („Deutsch Zsidany“) zu Kiszsidány („Klein Zsidany“) umbenannt.

## Sehenswürdigkeiten
- Glockenturm der evangelischen Kirche, erbaut 1926
- Marienstatue (Szűz Mária-oszlop)
- Rhododendron-Garten (Rhododendron kert)
- Römisch-katholische Kirche Szűz Mária neve, erbaut 1882

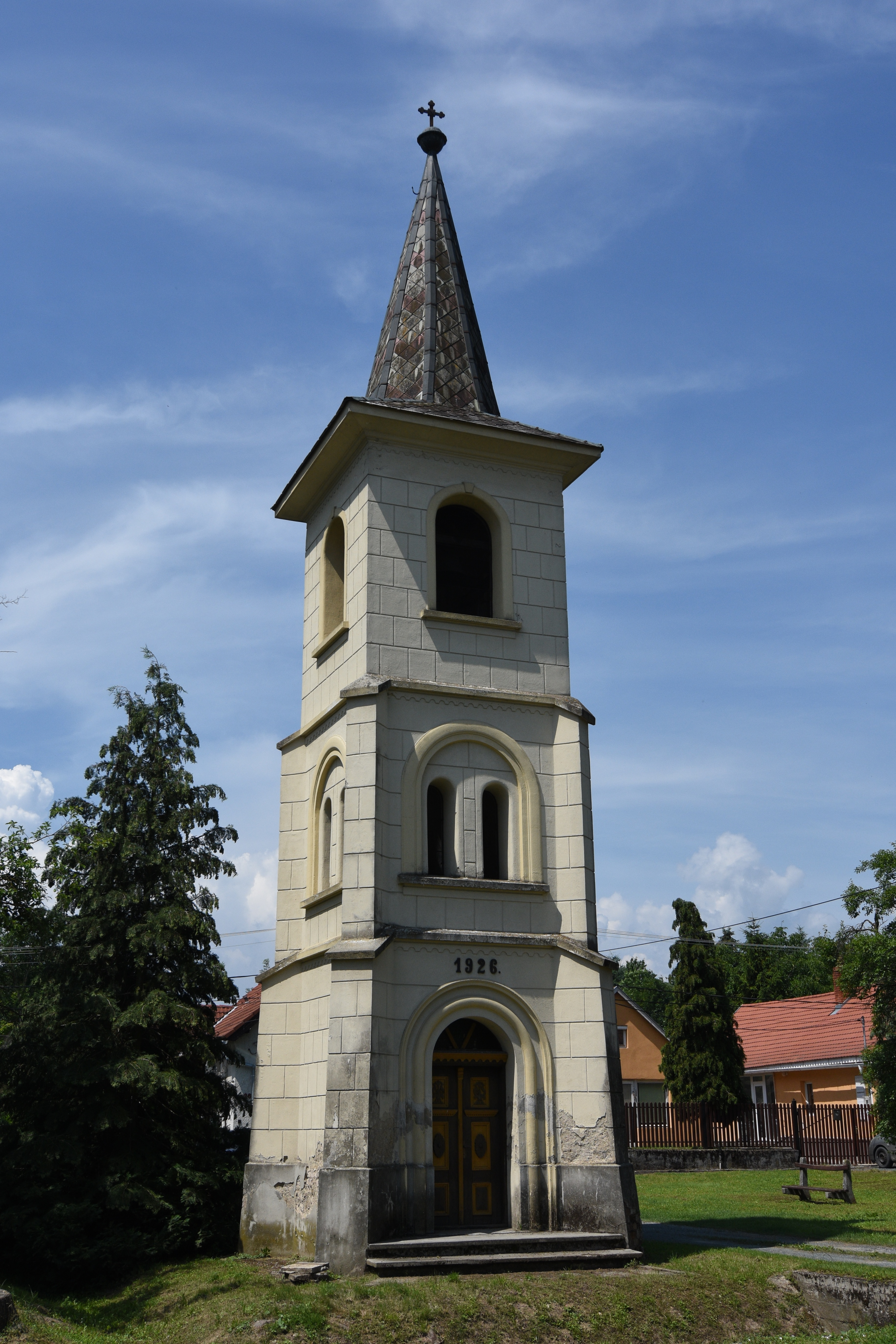
Glockenturm der ev. Kirche
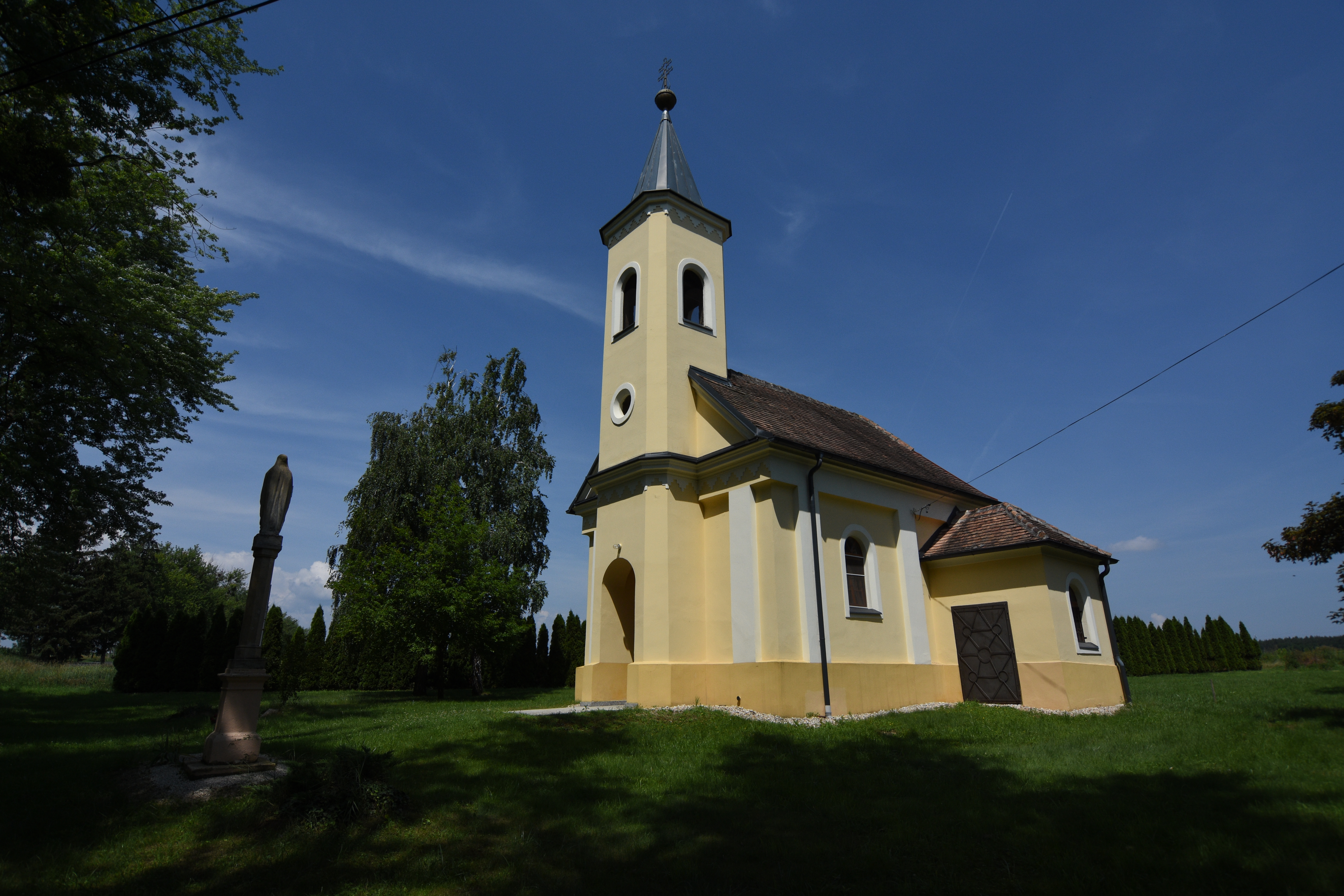
Röm.-kath. Kirche Szűz Mária neve

## Verkehr
Am nördlichen Rand des Ortes verläuft die Landstraße Nr. 8624. Es bestehen Busverbindungen nach Kőszeg und in Richtung Bük. Der nächstgelegene Bahnhof befindet sich ungefähr acht Kilometer südwestlich in Kőszeg.